# Pico Cão Grande

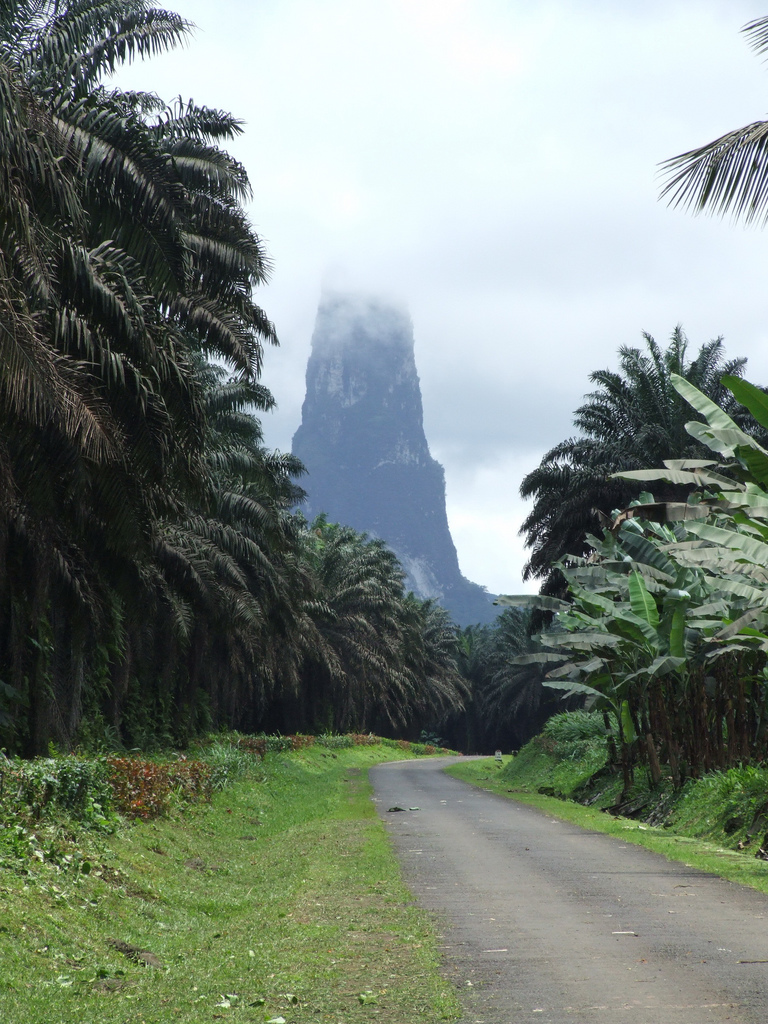
El Pico Cão Grande

El pico Cão Grande (Pico Perro Grande) es un notable cuello volcánico con forma de aguja en Santo Tomé y Príncipe, ubicado en el sur de la isla de Santo Tomé en el parque nacional Obo. Se eleva espectacularmente a más de 300 m por encima del terreno circundante y la cumbre alcanza los 663 m sobre el nivel del mar.